# King René's Daughter
Pour plus de détails, voir Fiche technique et Distribution.
King René's Daughter est un film américain réalisé par Eugene Moore (en), sorti en 1913 d'après l'œuvre du dramaturge danois Henrik Hertz.

## Fiche technique
- Titre original : King René's Daughter
- Réalisation : Eugene Moore (en)
- Scénario : d'après Henrik Hertz
- Société de production : Thanhouser Film Corporation

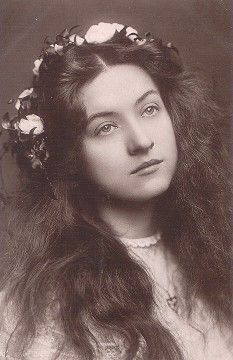
Maude Fealy dans le rôle de Yolande d'Anjou.

- Pays d’origine :  États-Unis
- Langue : Anglais
- Format : Noir et blanc - Muet
- Genre : Drame
- Durée : 39 minutes
- Date de sortie :  États-Unis : 1er juillet 1913

## Distribution
- Maude Fealy : Yolande, la jeune fille aveugle
- Harry Benham : Tristan, comte de Vaudemont
- Mignon Anderson
- William Russell : Pierre, le capitaine des gardes
- Leland Benham